# Garganornis ballmanni
Garganornis ballmanni — викопний вид гусеподібних птахів родини Качкові (Anatidae). Птах існував у кінці міоцену в Європі.

## Викопні рештки
У 2014 році за 5 км від міста Апричена у горах Монте-Гаргано на сході Італії у відкладеннях віком 6-5,5 млн палеонтологи знайшли рештки лівого тибіотарсуса. Визначено, що рештки належать новому виду велетенських викопних гусей. Вид назвали Garganornis ballmanni. Родова назва Garganornis — буквально «птах з Гаргано», дана на честь гірського масиву Монте-Гаргано. Видова назва G. ballmanni вшановує палеонтолога Пітера Баллмана.
У 2016 році описано додатковий матеріал з типового місцезнаходження: частковий карпометакарпус, дуже пошкоджений тибіотарсус, частковий тарсометатарсус та декілька фаланг. Крім того, описано повний зразок тарсометатарсуса віком 9 млн років, що знайдений в муніципалітеті Сконтроне.

## Опис
Тибіотарсус Garganornis на 30 % більший ніж у лебедя-шипуна — найбільшого сучасного представника гусеподібних. За оцінками, Garganornis ballmanni сягав 1,5 см заввишки та важив близько 22 кг. У птаха були невеликі крила, тому він був, швидше за все, нелітаючим.
Будова тибіотарсуса має низку ознак, які характерні для палеогенової родини Gastornithidae. Така подібність є лише конвергентним пристосуванням до велетенських розмірів, адже Gastornithidae вимерли за 35 млн років до появи Garganornis.